# Populicerus
Populicerus — род цикадок из отряда Полужесткокрылых.

## Описание
Цикадки длиной около 5-7 мм. На тополях и ивах. Голова спереди более или менее треугольная, сравнительно длинная. Постклипеус удлиненный, овальный, боковой край лица вогнут. Переднее крыло с 2-3 субапикальными ячейками. Для СССР указывалось около 10 видов. 
- Populicerus confusus Fl.
- Populicerus populi Linnaeus